# MG XPower SV
Der MG XPower SV (Sport Veloce) ist ein Sportwagen, den die Marke MG von 2003 bis 2008 in einer Fabrik in Modena baute, die Vaccari & Bosi gehörte und von der MG Rover Group angemietet wurde. Der Wagen war auf der Plattform des Qvale Mangusta (früher: De Tomaso Bigua) aufgebaut. Seit 2008 wird das Fahrzeug vom neuen Hersteller MG XPower als MG XPower WR angeboten.

## MG XPower SV (2003–2008)

### Geschichte
Nachdem MG Rover die Qvale Automotive Srl in Italien aufgekauft hatte, verwendeten sie den Projektcode X80 neu und gründeten eine Tochtergesellschaft namens MG X80 Ltd., um ein neues Auto herzustellen. Ein Anreiz dafür war der Verkauf dieses Wagens in den USA, da der Mangusta bereits für den amerikanischen Markt homologiert worden war.
Der X80 wurde ursprünglich 2001 als Konzeptfahrzeug vorgestellt. Sein Styling aber galt als zu brav. Als das Serienmodell – umbenannt in MG XPower SV – im Folgejahr erschien, hatte der Designer Peter Stevens ein aggressiveres Styling entworfen. Die Entwicklung vom Tonmodell zur Serienreife bewerkstelligte die schwedische Firma Caran in nur 300 Tagen. Ein Ziel war es, den Verkaufspreis unter £ 100.000,-- zu drücken. Das Basismodell kostete dann £ 75.000,-- und der besser ausgestattete MG XPower SV-R £ 82.000, obwohl viele Teile innen und außen am Fahrzeug von ehemaligen oder zeitgenössischen Fiat-Modellen stammten. Die Scheinwerfer z. B. stammten vom Fiat Punto der 2. Serie und die Rücklichter vom Fiat Coupé.
Die Produktion war sehr komplex, auch wegen der Herstellung vieler Karosserieteile aus CFK. Die Grundteile entstanden bei SP Systems in Großbritannien und wurden dann zu Belco Avia bei Turin verschifft, wo daraus die eigentlichen Karosserieteile gemacht wurden. Die wurden dann zu einer kompletten Karosserie zusammengebaut und auf einen Kastenrahmen mit der Antriebstechnik montiert. Anschließend wurden sie in das MG-Rover-Werk in Longbridge verschifft, um dort endmontiert und ausgestattet zu werden.
Laut Angaben des MG-XPower-SV-Clubs wurden ungefähr 64 Autos gefertigt. Dies schließt auch einige Prototypen und Showcars ein, die später wieder demontiert wurden, bevor die Fertigung wegen zu geringer Nachfrage eingestellt wurde. Die meisten Fahrzeuge wurden an Privatkunden verkauft, die letzten Anfang 2008.

### Fahrleistungen

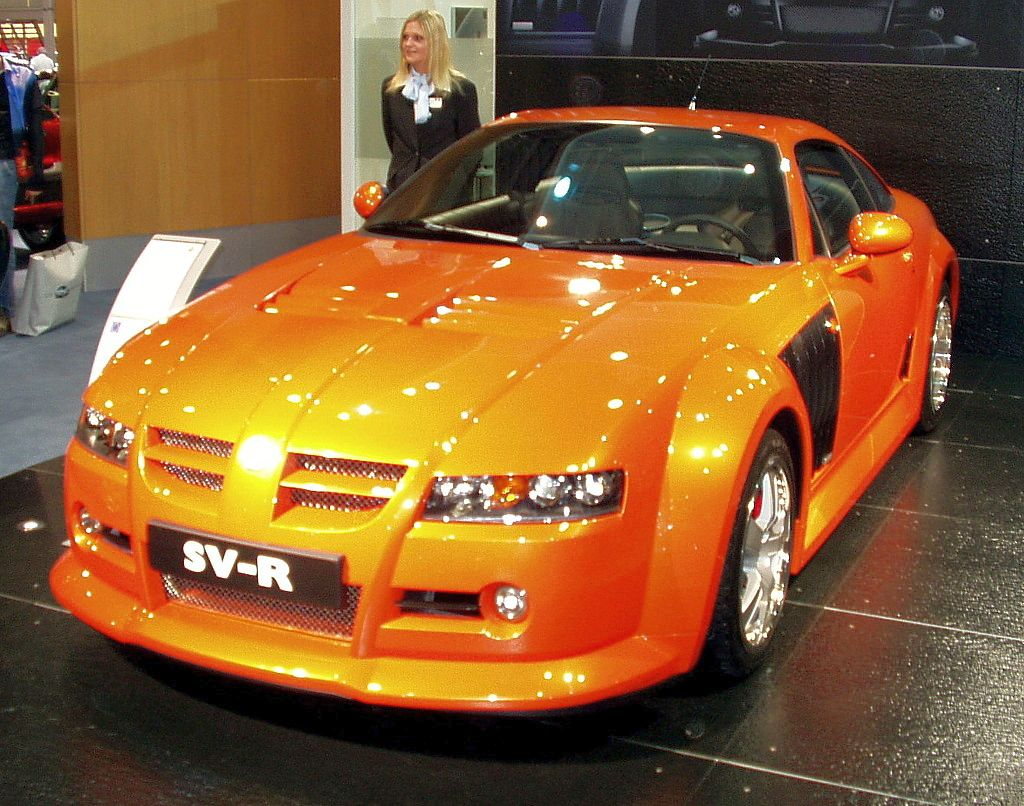
MG SV-R

Das Grundmodell des MG XPower SV wurde von einem 4,6-l-V8-Motor von Ford mit einer Leistung von 320 bhp (235 kW) angetrieben, war aber wegen seiner komplexen CFK-Karosserie sehr teuer. Es gab sowohl ein manuelles Schaltgetriebe als auch eine Automatik. Der Wagen mit Handschaltgetriebe erreichte eine Höchstgeschwindigkeit von 264 km/h und eine Beschleunigung von 0 auf 100 km/h in 5,3 s. Ein Sondermodell Club Sport für Kunden, die ihren SV für Wettbewerbe nutzen wollten, war zwar geplant, wurde aber nie realisiert. Sie sollten 5,0-l-V8-Motoren bekommen, die in der Grundausführung etwa 410 bhp (301 kW) liefern sollten und mit der auf Wunsch verfügbaren Lachgaseinspritzung sogar 1.000 bhp (735 kW). Die Höchstgeschwindigkeit wurde mit 312 km/h berechnet.
Der MG XPower SV-R von 2004 hatte einen weiter entwickelten 5,0-l-V8-Motor mit 32 Ventilen und einer Leistung von 385 bhp (283 kW). Er soll eine Höchstgeschwindigkeit von 280 km/h und eine Beschleunigung von 0 auf 100 km/h in 4,9 s erreicht haben.
Die SV-S-Version hatte einen 4,6 l-V8-Motor mit Kompressor und erreichte ebenfalls die 385 bhp (283 kW) der 5,0-l-Version. Davon wurden nur drei Stück hergestellt. Ein SV-R wurde ebenfalls mit einem Kompressor ausgestattet und wurde so zum SV-RS.

## MG XPower WR (ab 2008)
Im April 2008 brachte William Riley, ein Familienmitglied der bekannten Riley-Automobildynastie, das Fahrzeug wieder unter dem Namen MG XPower WR heraus. Er hatte den Namen für sein Unternehmen MG XPower von den Verwaltern der Marke MG, PricewaterhouseCoopers International, gekauft und hatte die MG Sports and Racing Europe Ltd. gegründet, ein Unternehmen, das 17 Mitarbeiter beschäftigte, viele davon ehemalige Angestellte von MG Rover. Nach Angaben des Unternehmens wurden bereits sieben Autos verkauft und 35 bestellt. Außerdem seien bereits Fahrzeuge nach Amerika exportiert worden. Der Preis der Fahrzeuge wurde mit  £ 75.000 bis £ 90.000 angegeben. Das Werk könne bis zu sechs Fahrzeuge im Monat produzieren und sei ausgelastet.
Im November 2008 wurden Rechtsstreitigkeiten über den Markennamen MG mit der chinesischen Nanjing Automobile Group publik, die nach der Insolvenz der MG Rover Group im Juli 2005 Patent und Markenrechte übernommen hatten.
Im Dezember 2009 wurde der ehemalige Angestellte Tony Cox in der Birmingham Post mit den Worten zitiert, dass von MG XPower WR kein einziges Fahrzeug produziert worden sei und Lohnzahlungen an die Angestellten des Unternehmens ausstünden. Diesen Darstellungen widersprach Riley gegenüber der Zeitung.